# Weihnachtsmarkt (Fürth)
Der Fürther Weihnachtsmarkt ist ein Weihnachtsmarkt in Fürth, der sich mit dem Weihnachtsmarkt und dem angrenzenden Mittelaltermarkt auf der Fürther Freiheit, dem Mittelaltermarkt am Waagplatz und einzelnen Veranstaltungen des Rahmenprogramms z. B. an der Dr.-Konrad-Adenauer-Anlage und am Paradiesbrunnen über einen Großteil der Fürther Altstadt erstreckt.
Die Hauptveranstaltung findet jährlich mit etwa 50 Buden auf der Fürther Freiheit statt. Auf dem Südteil findet seit 2010 der Mittelalterliche Weihnachtsmarkt zur Fürther Freiheit mit eigenem Bühnenprogramm, Gauklern und Walkacts statt. Neben dem Fokus auf handwerkliche Waren können handwerkliche Geschenke auch selbst hergestellt werden. Fahrgeschäfte richten sich an die Zielgruppe der Kinder, das Rahmenprogramm wird u. a. mit Chören und Musikgruppen gestaltet. Obwohl die Fürther Weihnachtsveranstaltungen im Schatten der größeren Reichsstadt Nürnberg stehen, hat sich der Fürther Markt zu einem „stattlichen Weihnachtsdorf“ entwickelt. Auch aufgrund seiner historischen Kulisse wurde der Weihnachtsmarkt noch vor Nürnberg im Portal testberichte.de für 2018 zum beliebtesten Weihnachtsmarkt in Bayern (und auf Platz sieben unter 80 Weihnachtsmärkten in Deutschland) gewählt.
Eröffnet wird der Weihnachtsmarkt vom „Fürther Christkind“, das alle zwei Jahre gewählt wird. Pro Saison absolviert es an die 100 Termine, neben dem Weihnachtsmarkt hauptsächlich auch für Altenheime und Kindergärten. 2021 und 2022 heißt das Christkind Clara Beuthner, sie löste ihre Vorgängerin Nicole Jucha ab, die aufgrund der Corona-Pandemie ausnahmsweise eine dritte Saison amtierte.
Ergänzt wird der Weihnachtsmarkt weiterhin durch den Adventsmarkt „Altstadtweihnacht“ auf dem Waagplatz. Er ist älter als die beiden Märkte auf der Freiheit und besteht seit den 1980er Jahren. Organisiert wird der Markt von einem kleinen Veranstaltungsteam des Altstadtvereins Fürth. Der Fokus liegt auf Produkten historischer Handwerksberufe, wie z. B. Kerzenzieher, Glas- und Schmiedekünstler, Holzhandwerker, Gewandschneider, Töpfer und Lederer. Während die Altstadtweihnacht 10 Tage Anfang Dezember stattfindet, umfasst die Hauptveranstaltung fast die ganze Adventszeit.